# Гёйгёль (озеро)
Гёйгёль (азерб. Göygöl — голубое озеро) — озеро в западной части Азербайджана, расположенное на территории Гёйгёльского района, на северном склоне хребта Муровдаг, у подножия горы Кяпаз, в ущелье реки Ахсу. Является одним из крупнейших озёр в Азербайджане. Относится к бассейну реки Шамкирчай. Площадь озера составляет 0,78 км²; длина с юга на север — 2800 м, наибольшая ширина — 800 м. Средняя глубина — 30 м, а максимальная — 96 м. Высота над уровнем моря — 1553,3 м.
На северном берегу озера Гёйгёль расположен курорт. В озеро впадает только одна река — Верхняя Ахсу.

## Этимология
Слово «Гёйгёль» в переводе с азербайджанского языка означает «синее озеро».

## Физико-географическая характеристика
Озеро Гёйгёль расположено на северном склоне Шахдагского хребта, в непосредственной близости от его водораздельного гребня и от стыка с Муровдагским хребтом, в 3,6 км западнее горы Гиналдаг (3373 м). Оно лежит на высоте 1553,3 м над уровнем моря и вытянуто узкой полосой с северо-запада на юго-восток и имеет длину 2,8 км при ширине около 800 м. Площадь зеркала его около 0,78 км². Озеро пресноводное и сточное. Сток из него осуществляется с северо-западной части, через приток без названия, впадающий в реку Шамкирчай на 85 км от устья (река Шамкирчай впадает в реку Куру на 812 км от устья и имеет длину 95 км). Наибольшая глубина озера составляет 96 м.

### История формирования
Озеро образовалось в результате разрушительного землетрясения, произошедшего близ Гянджи 30 сентября 1139 года, в результате которого вершина горы Кяпаз обрушилась в ущелье реки Ахсу. Образовавшаяся запруда и есть озеро Гёйгёль.
По исследованиям многих авторов озеро имеет ледниковое происхождение. Это мнение подтверждается К. Н. Паффенгольцем и Л. Н. Леонтьевым, которые обнаружили следы древнего оледенения в виде небольших цирков и каров в верховьях реки Шамкирчай.

### Температура воды
Гидрометеорологические наблюдения на озере начали производиться лишь с января 1956 года. Годовой ход колебания уровня имеет вид основной волны, подъём которой начинается в апреле и достигает наибольшей высоты в июне—июле, когда наиболее интенсивное снеготаяние совпадает с максимумом осадков. Наблюдения за поверхностной температурой воды показывают, что наибольшее её среднесуточное значение достигало 19,7 °C (1 августа 1957 года). Максимум среднемесячной температуры воды отмечается в августе и составляет 16,9 °C (август 1957 года).

### Минерализация
Резкое увеличение почти всех ионов отмечается в ноябре, а уменьшение — в апреле. Вода озера мало минерализована (сумма ионного состава изменяется от 81,1 до 341 мг/л) и относится к гидрокарбонатно-кальциевой группе с хорошими питьевыми и оросительными качествами.

### Питание озера
Одним из основных источников питания озера являются атмосферные осадки, количество которых равно в среднем 650 мм, что соответствует 455 000 м³ воды в год. Расходная часть состоит из испарения и стока из озёр. Первое, согласно карте С. Г. Рустамова, составляет 300 мм или 210000 м³. Вычитая значение испарения из объёма осадков, получаем сток, который оказывается равным 245 009 м³ воды в год или 0,08 м³/с. Следует заметить, что приходная часть баланса занижена за счет притока в озеро значительного количества мелких рек и родников, а расходная — за счёт подземного оттока из озера в бассейн озера Севан, которое расположено почти на 550 м ниже первого.

### Флора и фауна
На территории озера известно 423 видов деревьев и кустарников, а также лекарственных растений. Из них 76 видов — деревья и кустарники, остальные образуют травяной покров. По берегам озера водятся олень, косуля, медведь, кабан, горный козёл, волк, лисица, шакал, барсук, дикобраз, лесной кот, рысь. В озере также водится форель.

## Хозяйственное значение
К концу 50-х озеро служило дополнительным источником, подпитывающим реку Шамкирчай в период интенсивного орошения сельскохозяйственных культур.

## Туристические ресурсы

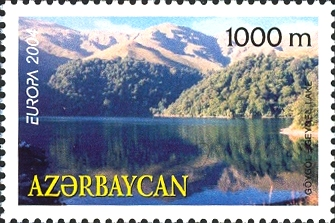
Почтовая марка Азербайджана, 2004

Озеро располагается в Гёйгёльском заповеднике, созданном в 1965 году с целью сохранения в неприкосновенности природы и животного мира.

## В искусстве
Азербайджанский художник Саттар Бахлулзаде посвятил озеру две картины: первую он написал в 1964 году (бумага, акварель, 100×80), вторую — в 1979 (холст, масло, 79×59). Гёйгёль воспел в одноимённом стихотворении Ахмед Джавад.
Азербайджанский поэт Сулейман Рустам посвятил озеру Гёйгёль стихотворение «Ты краше всех озёр…».